# Dorothia
Dorothia es un género de foraminífero bentónico de la subfamilia Dorothiinae, de la familia Eggerellidae, de la superfamilia Eggerelloidea, del suborden Textulariina y del orden Textulariida. Su especie tipo es Gaudryina bulletta. Su rango cronoestratigráfico abarca desde el Valanginiense (Cretácico inferior) hasta el Maastrichtiense (Cretácico superior).

## Discusión
Clasificaciones previas incluían Dorothia en la superfamilia Textularioidea, del suborden Textulariina y del orden Textulariida.

## Clasificación
Se han descrito numerosas especies de Dorothia. Entre las especies más interesantes o más conocidas destacan:
- Dorothia agrestis †
- Dorothia biformis †
- Dorothia bulletta †
- Dorothia elongata †
- Dorothia minima †
- Dorothia scabra †
- Dorothia stephensoni †
- Dorothia trochoides †

Un listado completo de las especies descritas en el género Dorothia puede verse en el siguiente anexo.
En Dorothia se han considerado los siguientes subgéneros:
- Dorothia (Gaudryina), aceptado como género Gaudryina
- Dorothia (Textilina), también considerado como género Textilina y aceptado como Textularia